# Egeu Laus
Egeu Laus (Blumenau, 26 de junho de 1951) é um designer gráfico, pesquisador musical brasileiro e gestor de políticas públicas de cultura.

## Biografia
Egeu Laus começou a trabalhar em 1984 com design gráfico, sendo responsável por desenvolver mais de 200 capas de álbuns de artistas brasileiros ligados a MPB e ao rock nacional. Entre 1986 e 1994 foi diretor de arte da gravadora EMI Music. Em sua carreira como designer gráfico, ele trabalhou com artistas de renome, como Paul McCartney, João Gilberto, Luiz Melodia, Zé Keti, Guilherme de Brito, Déo Rian, Trio Madeira Brasil, Dori Caymmi, Pixinguinha e Renato Russo; e bandas de grande projeção, como Os Paralamas do Sucesso e Legião Urbana.
Como pesquisador, Egeu iniciou seus trabalhos à partir de 1990, e montou um acervo de trabalhos de música brasileira de produções datadas desde a década de 1950 com cerca de 300 discos. Suas pesquisas também são direcionadas para Memória Gráfica Brasileira sobre capas de discos, livros e rótulos de cachaça, o que lhe permitiu acumular 200 rótulos em papel e mais de 2 mil rótulos em formato digital.
Laus organizou diversas exposições sobre sua pesquisa "História da capa de discos no Brasil", além de escrever sobre suas pesquisas em publicações especializadas e em jornais e revistas. Publicou em 2005 o capítulo sobre o início das capas de discos no Brasil no livro "O Design Brasileiro antes do Design" organizado por Rafael Cardoso e publicado pela Editora Cosac Naify. Em 1994 escreveu o ensaio "A Capa de Disco no Brasil: Os Primeiros Anos", na revista da ESDI, sendo pioneiro nesse tipo de publicação no país. Também colaborou com verbetes para a Enciclopédia de Música Popular (edição Folha de SP/Itaú).